# Semerchet
Semerchet (eigentlich Hor-semer-chet) war der siebte altägyptische König (Pharao) der 1. Dynastie (Frühdynastische Zeit), der gemäß Thomas Schneider um 2890/70 bzw. gemäß Jürgen von Beckerath von etwa 2861 bis 2853 v. Chr. herrschte. Während der antike Historiker Manetho dem Regenten 18 Jahre zuspricht, berichtet der Turiner Königspapyrus gar von 72 Jahren. Die Ägyptologie beurteilt beide Angaben bislang als Übertreibungen oder Fehldeutung der Originalquellen. Auswertungen der Inschrift auf dem Annalenstein der 5. Dynastie lassen eine Annahme von 8 beziehungsweise 8½ Regierungsjahren zu, da dort Semerchets gesamte Herrschaft vollständig erhalten ist.
Für die Ägyptologie haben sich Fragen und Diskussionen zu Semerchets Namen und seiner familiären Position ergeben, da Auswertung und Deutung zu beidem problematisch sind. Trotz seiner kurzen Regierungszeit sind zum Herrschaftsverlauf ebenfalls Fragen aufgekommen, da für Semerchet zahlreiche politische und religiöse Veränderungen überliefert sind. Spätere Quellen berichten, unter seiner Herrschaft sei es zu einer Katastrophe gekommen.

## Name und Identität

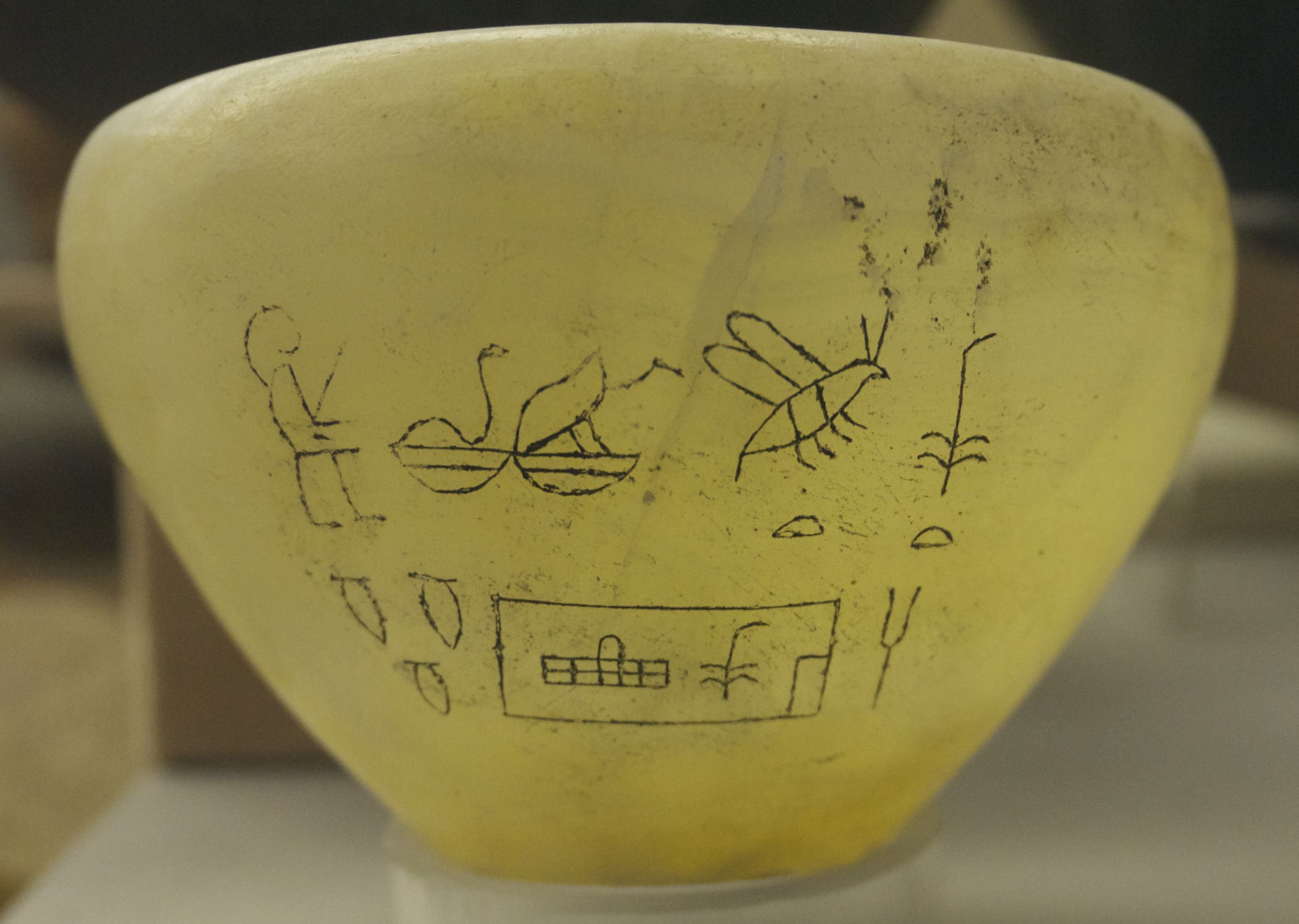
Alabastervase des Semerchet, die seinen Thronnamen präsentiert.

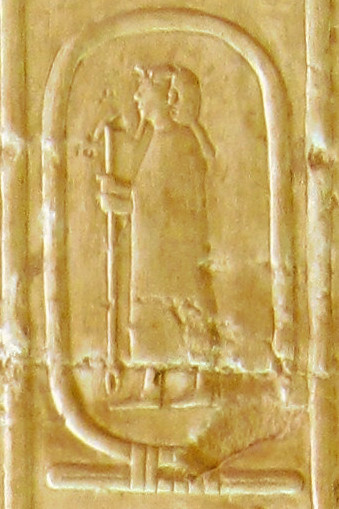
Darstellung in der Königsliste von Abydos

Semerchets Eigenname erfuhr im Lauf der Zeit, ähnlich wie bei König Den, verschiedene Lesungen. Grund hierfür dürfte ein Hieroglyphenzeichen gewesen sein, das einen in ein Gewand gehüllten Mann darstellt, der einen Stock in seinen Händen hält. Das zugehörige konsonantische „Iri-netjer“ wurde in späteren Lesungen mit der ähnlichen Bezeichnung smsw oder smsm verwechselt und führte im Königspapyrus Turin zu dem Eintrag „Semsem“.
Semerchets Titulaturen könnten auf seine Karriere vor seiner Thronbesteigung verweisen, möglicherweise als Priester. Semerchet änderte außerdem den von seinem Vorgänger Anedjib neu eingeführten Nebuinamen („Die beiden Herren“) in den Nebtinamen („Die beiden Herrinnen“). Die Gründe hierfür sind jedoch bislang ungeklärt. Er ist der erste König, von dem ein Nebtiname direkt nachweisbar ist. Semerchet bezog sich dabei sowohl auf die Kronengöttin Nechbet aus Nechen als auch auf die Schlangengöttin Wadjet aus Buto, die beide als „beschirmende Gottheiten des Königs“ galten. Zu dieser Zeit gab es den an den Thronnamen angehängten Nebtinamen nur als Epitheton. Der Nebtiname war somit kein separater Bestandteil der späteren kleinen und großen Königstitulatur. Erst im weiteren Verlauf des Alten Reiches teilte sich die Namensverbindung in die zwei bekannten Einzeltitel.
Über die Familie des Semerchet ist nichts Konkretes bekannt. Der Kairostein nennt eine Dame namens Batiires als Mutter von Semerchet, welche somit vermutlich die Gemahlin von König Anedjib war. Peter Kaplony identifiziert Batiires jedoch mit einer Person, die von einem Grabstein bekannt ist, der sich neben der Grabanlage des Königs Den fand. Demnach wäre Batiires die Gemahlin des Den und Den der Vater von Semerchet. Außerdem hält Schlögl es für wahrscheinlich, dass Qaa ein Sohn des Anedjib war. Michael Rice räumt dagegen ein, dass Qaa vielleicht ein Sohn Semerchets war.

## Regierungszeit

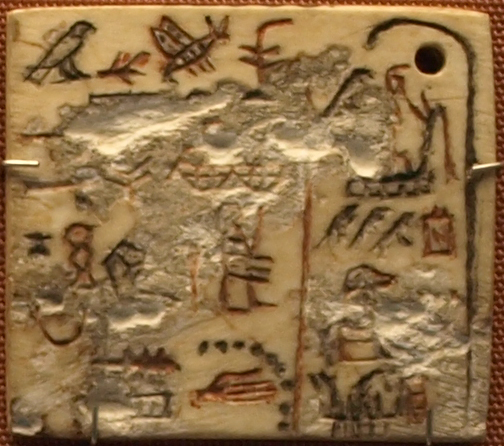
Elfenbeinetikett mit dem Nebtinamen; British Museum, London.

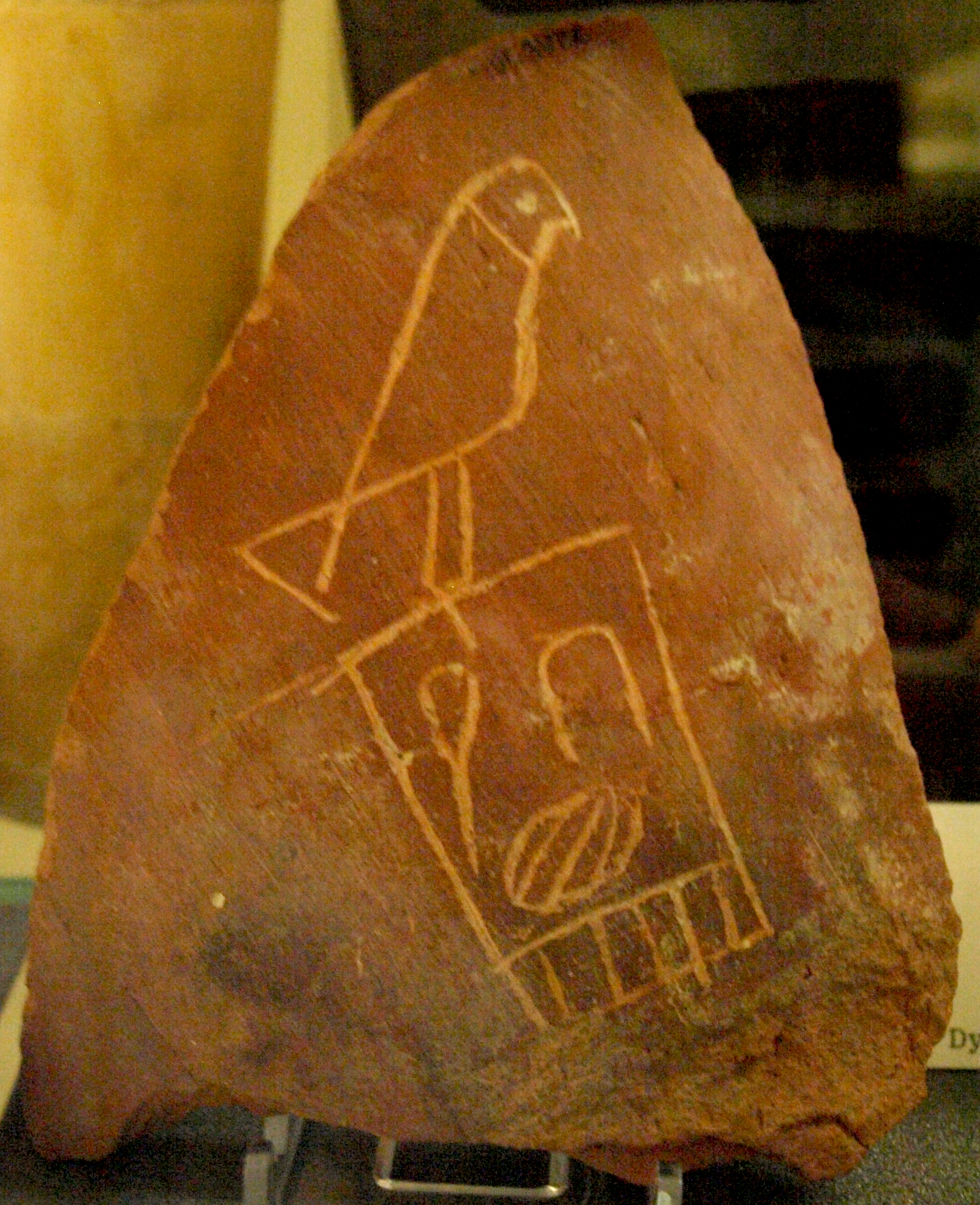
Horusname des Semerchet auf einem Gefäßbruchstück

Jean-Philippe Lauer, Walter Bryan Emery, Wolfgang Helck, und Michael Rice äußerten hinsichtlich Semerchets Herrschaft als legitimer Nachfolger von Anedjib Bedenken, da in Semerchets Abydosgrab einige Steingefäße gefunden wurden, die ursprünglich Anedjibs Namen enthielten, die jedoch Semerchet mit seinem Namen überschreiben ließ. Unterstützt wurden die Vermutungen durch das Fehlen von Gräbern hoher Beamter und Priester des Semerchet in Sakkara. Die Namen aller anderen Herrscher seit König Aha sind dort inschriftlich in Beamtengräbern belegt.
Toby Wilkinson verneint die „Usurpator-Thesen“, da auf Steingefäßen der Djoser-Pyramide und aus dem Grab des Königs Qaa die Namen der Könige Den, Anedjib, Semerchet und Qaa eingraviert sind. Zumindest aus der Sicht von Semerchets Nachfolgern lag demnach eine normale Rangfolge vor. Außerdem ließ Semerchet nicht nur Anedjibs Gefäße überschreiben. Auch gehen die Namensauskratzungen seitens Qaa nicht über die gewohnten Ausmaße hinaus und beschränken sich weitestgehend auf die Jubiläumsgefäße. Das Phänomen der Austilgung von Vorgängernamen zieht sich außerdem quer durch die gesamten frühen Dynastien.
I. E. S. Edwards und Winifried Needler machen zusätzlich darauf aufmerksam, dass sich in seinem Grab daneben auch Gefäße fanden, die aus den ursprünglichen Besitztümern der Königin Meritneith und des Königs Den stammen und von Semerchet überschrieben worden waren. Dass aus Semerchets Regierungszeit keine Beamtengräber erhalten sind, liegt vermutlich daran, dass Semerchet gemäß zeitgenössischen und späteren Quellen nur wenige Jahre regierte. Der bislang einzig belegte Beamte Henuka hatte offenbar seinen Herrn überlebt und war auch unter Qaa tätig, da Henukas Name auf Jahrestäfelchen beider Könige erwähnt wird.
Siegelabrollungen aus Abydos belegen mindestens ein Sedfest des Herrschers.
Eine Inschrift auf Siegelabrollungen belegt das Bestehen einer königlichen Wirtschaftsdomäne des Semerchet. Die ältere Forschung (zuletzt Hermann A. Schlögl) übersetzte den zugehörigen Namen mit Horus ist der Abgeschirmte der Götterschaft (Hor-djeser-chet). Eva-Maria Engel liest diese Bezeichnung dagegen als Horus, der über die Göttergemeinschaft richtet (Hor-wep-chet), wobei Horus der Erste jener Göttergemeinschaft (chet) war. Daneben ist die Aufschrift Hut-Ipti bekannt, die vielleicht auf eine Haushaltsanlage der Gemahlin Semerchets hinweist, da das ägyptische Wort „Ipet“ Haremspalast bedeutet. Auf zwei Jahrestäfelchen ist die alle zwei Jahre stattfindende Steuererhebung in Verbindung mit dem Horusgeleit vermerkt. Aus weiteren Einträgen geht das einmalig gefeierte Sokarfest sowie ein Kultfest für die Ahnengottheit Der große Weiße hervor.
In den Epitomen der manethonischen Aegyptiaca wird berichtet, dass sich in der Regierungszeit von Semerchet „ein großes Unheil“ (Africanus) beziehungsweise „viele Geschehnisse und ein sehr großes Unglück“ (Eusebius) ereignet haben soll. Die armenische Version von Eusebius enthält hinsichtlich Semerchets Amtszeit den Eintrag über eine „große Pestilenz“. Zeitgenössische Quellen erwähnen dagegen keines der in den Aegyptiaca erwähnten Ereignisse. Die auf dem Kairostein teilweise zerstörte Chronik nennt in Kurzform die wichtigsten Geschehnisse während Semerchets achtjähriger Regierungsdauer:
| Jahr         | Ereignisse |
| ------------ | --- |
| Krönungsjahr | Erscheinen des Königs von Ober- und Unterägypten. Vereinigung der beiden Länder. |
| 1. Jahr      | Horusgeleit. Zerstörung von Ober- und Unterägypten. |
| 2. Jahr      | Erscheinen des Königs von Oberägypten. Geburt (Erstellen der Statuen) von Seschat und Sed (Die Ägypter stellten die Gottheit Sed in Canidenform dar; er war wahrscheinlich Namensgeber des Sedfestes). |
| 3. Jahr      | Horusgeleit… (Rest zerstört). |
| 4. Jahr      | Erscheinen des Königs von Oberägypten. Geburt von… (Rest zerstört; wahrscheinlich wieder Herstellung einer Statue).                                                                                    |
| 5. Jahr      | Horusgeleit… (Rest zerstört). |
| 6. Jahr      | Erscheinen des Königs von Oberägypten… (Rest zerstört). |
| 7. Jahr      | Horusgeleit… (Rest zerstört). |
| 8. Jahr      | Erscheinen des Königs von Oberägypten. Geburt von… (Rest zerstört; wahrscheinlich wieder Herstellung einer Statue).                                                                                    |

In der Königsliste von Sakkara aus dem Grab des Priesters Tjuneroy (19. Dynastie) werden aus der 1. Dynastie nur die Könige Anedjib und Qaa aufgelistet. Sie werden dort unter ihren (hier leicht verzerrten) Geburts- beziehungsweise Nebtinamen aufgeführt. Alle anderen Herrscher dieser Zeit aber, somit auch Semerchet, werden ausgelassen. Walter Bryan Emery zum Beispiel sieht den Grund hierfür darin, dass Anedjib und Qaa die einzigen Könige sind, deren Souveränität von Unterägypten anerkannt wurde. Damit waren sie als Herrscher über Memphis bestätigt. Die Sakkara-Liste entspricht rein memphitischen Traditionen. Die Königsliste von Abydos und die Königsliste von Karnak hingegen widerspiegeln thinitische Traditionen und führen deshalb alle Herrscher der 1. Dynastie auf.

## Grabstätte

Plan des Grabes.

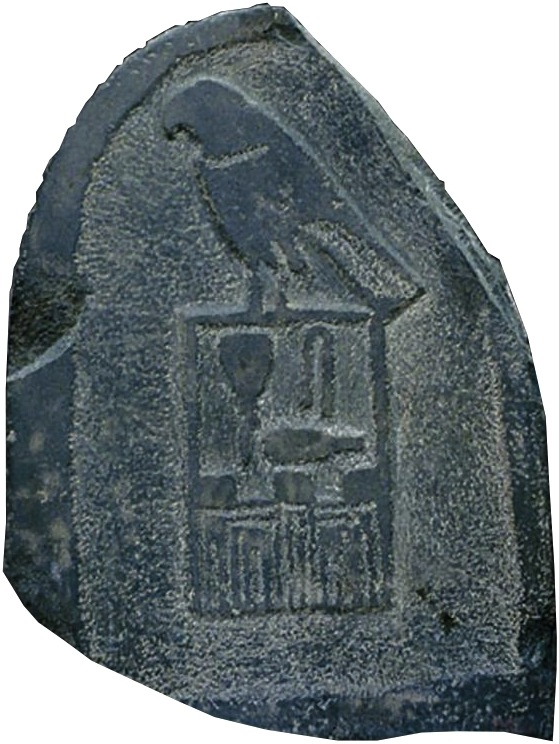
Grabstele des Semerchet

Das in Umm el-Qaab (nahe Abydos) gelegene Grab „U“ gilt als Semerchets Bestattungsort. Eva-Maria Engel verweist in diesem Zusammenhang auf die im Gegensatz zu Grabanlagen anderer Könige sehr geringe Anzahl von nur 17 dort gefundenen Siegelungen. Als Flinders Petrie das Grab 1899 freilegte, entdeckte er anstatt einer Ziegeltreppe, wie von den Gräbern des Den und des Anedjib bekannt, eine in die Königskammer hinabführende, vier Meter breite Rampe mit einem bis zur Grabaußenmauer bestehenden Gefälle von 12 Grad, die etwa zehn Meter östlich der Grabanlage ansetzte. Innerhalb der Grabanlage wies die Rampe unregelmäßige Abstufungen auf, die sich sehr steil bis in die Königskammer fortsetzten. Die Nebengräber waren teilweise noch unverputzt. Diese Umstände legen nahe, dass während der Bauarbeiten großer Zeitdruck vorherrschte, weshalb wohl auf den aufwändigen Treppenbau verzichtet und eine Rampe gewählt wurde. Zur Zeit der Ausgrabungen war die Rampe bis in eine Tiefe von knapp einem Meter mit aromatischem Öl durchtränkt, wobei dessen Geruch noch die gesamte Grabanlage durchdrang.
Neben ihren Maßen von 29,2 m × 20,8 m weist die Anlage eine einfache Struktur auf, die gemäß Flinders Petrie eine neue Entwicklung darstellt: Die 67 Nebengräber seines Gefolges sind nun räumlich direkt an die Königskammer angebaut und bilden mit ihr einen einheitlich-konzipierten Grabkomplex. Walter Bryan Emery wies auf diese bedeutende Änderung hin, da nach seiner Meinung wahrscheinlich der obere Grabaufbau die gesamte Grabanlage umfasste. Toby Wilkinson folgerte daraus, dass die engste Diener- und Verwandtschaft gemeinsam mit dem König begraben wurde, weshalb er hierin den ersten nachweisbaren Beleg einer geplanten Selbstopferung der Angehörigen des Königshauses sieht. Ergänzend vermutet Wilkinson, dass Semerchet den Versuch unternommen haben könnte, mit der neuen Architektur des Grabkomplexes seine Macht über das Leben und den Tod seiner Untertanen in wörtlicher Auslegung zu demonstrieren. Die Tradition, dass die engste Diener- und Verwandtschaft ihrem Herrscher in den Tod folgen musste, endete mit der Bestattung Qaas, dem letzten König der ersten Dynastie. Ab seinem Nachfolger Hetepsechemui sind keine Nebenbestattungen mehr belegt.
Insbesondere im oberen Bereich der Rampe befanden sich neben Holz- und Mattenresten auch Korbabdrücke sowie zumeist vollständig erhaltene Tongefäße. Die Forschung vermutet deshalb, dass bereits während des Mittleren Reiches wegen des Osiris-Kultes auch das Grab des Semerchet geöffnet und Restaurierungen vorgenommen wurden. In den Grabräumen fanden sich außerdem Behälter aus Keramik und Stein sowie Krugsiegel. Des Weiteren zahlreiche Einlagen und Möbelfragmente (zum Beispiel Standfüße), dekorierte Kästchenteile, Kupferbeschläge, Werkzeuge und Schmuck. In der Nähe des Grabkomplexes entdeckten Archäologen eine Grabstele aus schwarzem Granit, die ursprünglich gemeinsam mit einer anderen Stele am Grabeingang stand. Auf ihrer Vorderseite ist der Horusname des Königs eingraviert. Im Grab wurden außerdem Bruchstücke von zehn oder elf Gefäßen entdeckt, die aus Retjenu stammten. Aus einem Jahrestäfelchen, das im Grab des Qaa gefunden wurde und an einem Beschat-schemat-Ölgefäß befestigt war, geht Semerchets Planung eines Gebäudebaues namens „Hor-ib-netjeru“ hervor. Hierbei handelte es sich vielleicht um einen Anbau für die Grabbeigaben.
Aus weiteren Nebengräbern stammen die Grabstelen des Tanz- und Hofzwergs Nefer.